# Erminio Macario
Erminio Macario (Turijn, 27 mei 1902 – aldaar, 25 maart 1980) was een Italiaans acteur.

## Levensloop en carrière
Macario begon zijn carrière in het theater. Hij maakte zijn filmdebuut in 1933. Als komiek verscheen hij steeds in comedy films. Een aantal rollen speelde hij naast acteur Totò. Hij stopte met acteren in 1975.
Macario overleed in 1980 op 77-jarige leeftijd.
- Bibliothèque nationale de France: cb14689334q (data)
- Gemeinsame Normdatei: 120933403
- International Standard Name Identifier: 0000 0000 3244 6278
- Library of Congress Control Number: n99054391
- MusicBrainz: ad4ac591-1aba-436f-bed0-0cd65db6ba15
- Istituto Centrale per il Catalogo Unico: CUBV095610
- Virtual International Authority File: 8230255
- WorldCat: E39PBJdxbxGHY9hFPwdfkjF7pP